# إيطاليا في الحرب العالمية الأولى
رغم أن إيطاليا كانت عضوًا في الحلف الثلاثي، لكنها لم تنضم إلى دول المركز (ألمانيا والإمبراطورية النمساوية المجرية) عندما بدأت الحرب في الثامن والعشرين من يوليو 1914. في الواقع، شنّ هذان البلدان الهجوم رغم أنه من المفترض أن يكون الحلف الثلاثي حلفًا دفاعياً فقط. بالإضافة إلى ذلك، أدرك الحلف الثلاثي أن كلاً من إيطاليا والإمبراطورية النمساوية المجرية كانتا مهتمتان بالبلقان، وطلب منهما التشاور فيما بينهما قبل تغيير الوضع القائم وتقديم تعويض عن أي تقدم في تلك المنطقة: لم تستشر الإمبراطورية النمساوية المجرية إيطاليا بل استشارت ألمانيا قبل إصدار الإنذار إلى صربيا، ورفضت أي تعويض قبل نهاية الحرب.
وبعد مرور عام تقريبًا على بدء الحرب، وبعد مفاوضات سرية موازية مع الجانبين (مع الحلفاء الذين تفاوضت معهم إيطاليا على الأرض إذا انتصرت، ومع دول المركز لكسب الأرض إذا كانت محايدة) دخلت إيطاليا الحرب إلى جانب قوات الحلفاء. وبدأت القتال ضد الإمبراطورية النمساوية المجرية على طول الحدود الشمالية، بما في ذلك مرتفعات جبال الألب الإيطالية بشتائها البارد جدًا وعلى طول نهر إيسونزو. هاجم الجيش الإيطالي مرارًا، ورغم انتصاره بأغلب المعارك، لكنه تكبد خسائر فادحة ولم يحرز تقدمًا يذكر لأن التضاريس الجبلية ساعدت المدافعين. اضطرت إيطاليا عام 1917 إلى التراجع بسبب هجوم مضاد ألماني نمساوي في معركة كابوريتو بعد أن تركت روسيا الحرب وسمحت لدول المركز بنقل التعزيزات من الجبهة الشرقية إلى الجبهة الإيطالية.
أوقفت إيطاليا هجوم دول المركز في معركة مونتي غرابا في نوفمبر 1917 ومعركة نهر بيافي في مايو 1918. وشاركت في معركة المارن الثانية وفي هجوم المئة يوم اللاحق في الجبهة الغربية. في 24 أكتوبر 1918، اخترق الإيطاليون الخط النمساوي في فيتوريو فينيتو، رغم أنهم كانوا أقل عددًا منهم، وتسببوا في انهيار إمبراطورية هابسبورغ التي استمرت لقرون. استعادت إيطاليا الأراضي التي فقدتها بعد القتال في كابوريتو في نوفمبر العام السابق وانتقلت إلى ترينتو وجنوب تيرول. انتهى القتال في 4 نوفمبر 1918. شاركت القوات المسلحة الإيطالية أيضًا في المسرح الأفريقي ومسرح البلقان ومسرح الشرق الأوسط، ثم شاركت في احتلال إسطنبول. وفي نهاية الحرب العالمية الأولى، حصلت إيطاليا على مقعد دائم في مجلس عصبة الأمم التنفيذي مع بريطانيا وفرنسا واليابان.

## الانتقال من الحياد إلى التدخل
كانت إيطاليا عضوًا في الحلف الثلاثي مع ألمانيا والإمبراطورية النمساوية المجرية. ورغم ذلك، عززت إيطاليا علاقاتها الدبلوماسية مع المملكة المتحدة وفرنسا في السنوات التي سبقت الحرب. ويُعزى هذا لاقتناع الحكومة الإيطالية بأن دعم النمسا (العدو التقليدي لها خلال فترة توحيد إيطاليا في القرن التاسع عشر) لن يُكسب إيطاليا الأراضي التي تريدها (ترييستي، وإستريا، وزاردار ودالماسيا)، لأنها كلها ممتلكات نمساوية. في الحقيقة؛ وقِع اتفاق سري مع فرنسا عام 1902 يتضارب بشدة مع عضوية إيطاليا في الحلف الثلاثي.
بعد عدة أيام من اندلاع الحرب، في الثالث من أغسطس 1914، أعلنت الحكومة بقيادة المحافظ أنتونيو سالاندرا أن إيطاليا لن تشارك بقواتها، وأكدت على أن الحلف الثلاثي كان موقفه دفاعيًا فقط وأن الامبراطورية النمساوية المجرية كانت هي المعتدية. وبعد ذلك بدأ سالاندرا ووزير الخارجية سيدني سونينو التحقيق في أي من الجانبين يمنح إيطاليا موقفًا أفضل؛ الدخول في الحرب أو حيادها. رغم أن أغلب أعضاء مجلس الوزراء (بمن فيهم رئيس الوزراء السابق غيوفاني غيوليتي) عارضوا التدخل بشدة، لكن العديد من المفكرين، بمن فيهم الاشتراكيين مثل إيفانو بونومي وليونيدا بيسولاتي وبينيتو موسوليني (بعد الثامن عشر من أكتوبر 1914) أعلنوا تأييدهم للتدخل، الذي كان مدعوماً بعد ذلك من الحزبين الوطني والليبرالي في أغلب الأحيان. وكان الاشتراكيون الموالون للتدخل يعتقدون أنه بمجرد توزيع الأسلحة على الشعب، بوسعهم تحويل الحرب إلى ثورة.
فشلت المفاوضات مع دول المركز للحفاظ على حياد إيطاليا: وفقًا لهذه المفاوضات تحصل إيطاليا (بعد الانتصار) على ترينتو وليس جنوب تيرول، جزء من الساحل النمساوي وليس تريستا، وربما على تونس ولكن بعد نهاية الحرب رغم أن إيطاليا أرادت الحصول عليها فوريًا. أدت المفاوضات مع الحلفاء إلى اتفاق لندن (26 أبريل 1915)، الذي وقعه سونينو دون موافقة البرلمان الإيطالي. ووفقًا للاتفاق، تحصل إيطاليا (بعد الانتصار) على ترينتو وجنوب تيرول حتى ممر برينر، وكل الساحل النمساوي (مع تريست)، وغوريزيا وغراديسكا (فريولي الشرقية)، وإستريا (ولكن دون فيومي)، وأجزاء من كارنيولا الغربية (إيدرييا وإيليرسكا بيستريكا) وشمال غرب دالماسيا، مع زارا ومعظم الجزر، ولكن دون سبليت. واتفاقيات أخرى تتعلق بسيادة ميناء فالونا، ومقاطعة أنطاليا في تركيا وجزء من المستعمرات الألمانية في أفريقيا.
لغت إيطاليا الحلف الثلاثي رسميًا في 3 مايو 1915. وفي الأيام التالية عارض غيوليتي والأغلبية المحايدة في البرلمان إعلان الحرب، وتظاهرت الحشود القومية المعارضة للحرب في المناطق العامة. (وصف الشاعر القومي غابرييل دانونزيو هذه الفترة بـ «أيام شهر مايو المشمسة»). حظي غيوليتي بتأييد أغلبية البرلمان الإيطالي، لذا قدم سالاندرا استقالته إلى الملك فيكتور إيمانويل الثالث في 13 مايو، ولكن، علم غيوليتي بعد ذلك أن اتفاق لندن كان قد وقِع مُسبقًا. لذا؛ خشية نشوب نزاع بين التاج والبرلمان وما يترتب على ذلك من عواقب على الاستقرار الداخلي والعلاقات الخارجية، قبل غيوليتي بالأمر الواقع، ورفض النجاح كرئيس للوزراء ولم تُقبل استقالة سالاندرا. وفي 23 مايو، أعلنت إيطاليا الحرب على الإمبراطورية النمساوية المجرية. وأعقب ذلك إعلان حرب على الإمبراطورية العثمانية (21 أغسطس 1915، بعد إنذار 3 أغسطس)، وبلغاريا (19 أكتوبر 1915) والإمبراطورية الألمانية (28 أغسطس 1916).

## الجبهة الإيطالية
امتدت الجبهة على طول الحدود النمساوية لمسافة 650 كم (400 ميل)، من ممر ستيلفيو إلى البحر الأدرياتيكي. تفوقت القوات الإيطالية عدديًا، ولكن أضعفت التضاريس الصعبة هذا التفوق. بالإضافة إلى ذلك؛ افتقر الإيطاليون إلى القيادة الاستراتيجية والتكتيكية. كان القائد الأعلى للقوات الإيطالية لويغي كادورنا، النصير القوي للهجوم المباشر الذي كلفت تكتيكاته أرواح مئات الآلاف من الجنود الإيطاليين. كانت خطته هي الهجوم على جبهة إيسونزو، مع حلم اقتحام هضبة كارست إلى حوض كارنيولا، وأخذ ليوبليانا وتهديد عاصمة الإمبراطورية النمساوية المجرية فيينا. كانت خطة نابليونية، ولكن لم تكن لها فرص نجاح حقيقية في عصر من الأسلاك الشائكة، والرشاشات، ونيران المدفعية غير المباشرة، بالإضافة إلى التلال الجبلية.

### الطلقات الافتتاحية
أطلقت القذائف الأولى فجر يوم 24 مايو 1915 ضد مواقع العدو في سيرفينانو ديل فريولي، التي تم الاستيلاء عليها بعد ساعات قليلة. وفي اليوم نفسه، قصف الأسطول النمساوي المجري محطتي السكك الحديدية في مانفريدونيا وأنكونة. كان ريكاردو دي غيوستو هو أول ضحية إيطالية.
رُكّز الجهد الرئيسي على وداي إيسونزو ووادي فيبافا وعلى هضبة كارست في اتجاه ليوبليانا. حققت القوات الإيطالية بعض النجاحات الأولية، ولكن كما حدث في الجبهة الغربية، سرعان ما تطورت الحملة إلى حرب خنادق. لكن الفرق الرئيسي أنه كان يجب حفر الخنادق في الصخور والأنهار الجليدية في جبال الألب التي كثيرًا ما وصل ارتفاعها إلى 3000 متر (قدم)، بدلًا من الطين.
شنت إيطاليا الهجمات التالية في الأشهر الأولى من الحرب:
- معركة إيسونزو الأولى (23 يونيو - 7 يوليو)
- معركة إيسونزو الثانية (18 يوليو - 4 أغسطس)
- معركة إيسونزو الثالثة (18 أكتوبر - 4 نوفمبر)
- معركة إيسونزو الرابعة (10 نوفمبر)

سجل الجيش الإيطالي نحو 60 ألف ضحية وأكثر من 150 ألف جريح في هذه المعارك الأربع الأولى، أي ما يعادل نحو ربع القوات المعبأة. وأدى الهجوم في الكادور العليا، بالقرب من كول دي لانا -وإن كان ثانويًا- إلى إعاقة الوحدات النمساوية المجرية الكبيرة، لأنه وضع خطوطها اللوجستية الرئيسية في تيرول.